# William T. Haines
William Thomas Haines, född 7 augusti 1854 i Levant, Maine, död 4 juni 1919 i Augusta, Maine, var en amerikansk republikansk politiker. Han var Maines guvernör 1913–1915.
Haines härstammande i rakt nedstigande led från Samuel Haines som år 1635 seglade från England till Nordamerika med skeppet Angel Gabriel som hade tidigare tillhört Sir Walter Raleigh.
Haines utexaminerades 1876 från University of Maine och avlade juristexamen vid Albany Law School två år senare. Han arbetade sedan som advokat och som affärsman. Haines var ledamot av Maines senat 1889–1892, ledamot av Maines representanthus 1895–1896 och delstatens justitieminister 1897–1900.
Haines efterträdde 1913 Frederick W. Plaisted som guvernör och efterträddes 1915 av Oakley C. Curtis.